# Formica frontalis
Formica frontalis es una especie de hormigas endémicas de la península ibérica (España y Portugal).